# قرار مجلس الأمن التابع للأمم المتحدة رقم 779
قرار مجلس الأمن التابع للأمم المتحدة رقم 779، المتخذ بالإجماع في 6 أكتوبر 1992، بعد إعادة التأكيد على القرار 743 (1992) والقرارات اللاحقة، والإشارة إلى تقرير الأمين العام بطرس بطرس غالي المقدم عملا بالقرارين 743 و762 (1992)، فإن المجلس أذن لقوة الأمم المتحدة للحماية بتولي مسؤولية مراقبة الانسحاب الكامل للجيش الشعبي اليوغوسلافي من كرواتيا، ونزع السلاح من شبه جزيرة بريفلاكا وإزالة الأسلحة الثقيلة من المناطق المجاورة لكرواتيا والجبل الأسود بالتعاون مع بعثة المراقبة للجماعة الأوروبية.
ودعا المجلس جميع الأطراف المعنية إلى تحسين تعاونها مع قوة الأمم المتحدة للحماية في أداء مهمتها الجديدة وكذلك المهام التي كانت تضطلع بها بالفعل في المناطق المحمية للأمم المتحدة. كما حث جميع الأطراف في كرواتيا على الامتثال لالتزاماتها بموجب خطة الأمم المتحدة لحفظ السلام، لا سيما فيما يتعلق بسحب القوات ونزع سلاح جميع القوات والقوات شبه العسكرية.
واستمر القرار في المصادقة على الاتفاق الذي توصل إليه رئيسا جمهورية كرواتيا وجمهورية يوغوسلافيا الاتحادية (صربيا والجبل الأسود) في 30 أيلول / سبتمبر 1992، والذي نص على أن جميع البيانات أو الالتزامات التي تم التعهد بها تحت الإكراه ستُعتبر لاغية وباطلة. وأكد المجلس أن هذا ينطبق بشكل خاص على حقوق الملكية والأراضي، بعد أن أعرب عن قلقه من «التدمير الجائر للممتلكات». كما أشاد بجهود الرؤساء المشاركين للمؤتمر الدولي بشأن يوغوسلافيا السابقة لضمان استعادة إمدادات الطاقة والمياه قبل الشتاء القادم.

## روابط خارجية
- نص القرار في undocs.org